# Macroglossus minimus
Macroglossus minimus — вид рукокрилих, родини Криланових.

## Поширення, поведінка
Країни проживання: Австралія, Бруней-Даруссалам, Камбоджа, Індонезія, Малайзія, Папуа Нова Гвінея, Філіппіни, Сінгапур, Соломонові Острови, Таїланд, Східний Тимор, В'єтнам. Живе в первинних та вторинних вологих тропічних лісах, а також мангрових заростях, болотному лісі, на плантаціях, сільських районах і міських садах. На Філіппінах, зустрічається практично в кожному середовищі проживання від рівня моря до принаймні 2250 м над рівнем моря.
Зазвичай лаштує сідала поодинці або в невеликих групах, під великим листям (наприклад, пальмовим), під гілками і корою, в бамбукових або в покинутих будівлях. Самиці народжують одне маля тричі на рік.